# Blue Velo
Blue Velo – Odrzańska Trasa Rowerowa – częściowo istniejący szlak rowerowy, biegnący wzdłuż Odry. Ma liczyć ok. 750–1000 km i przebiegać przez obszar 5 województw zachodniej i południowej Polski.

## Historia

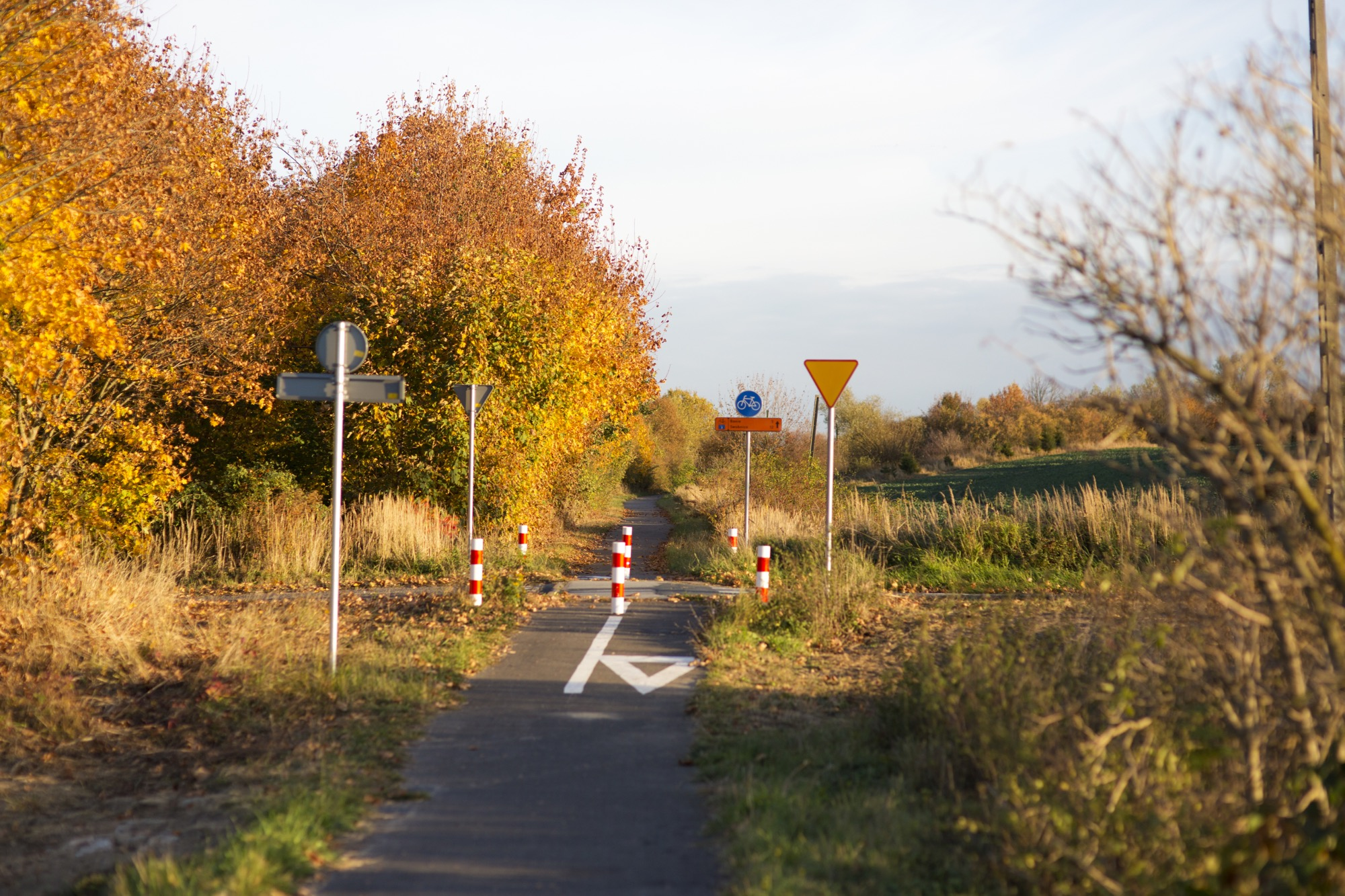
Fragment zachodniopomorskiego odcinka otwartego w 2018 roku

20 kwietnia 2018 roku podczas Rowerowego Forum Metropolitalnego przedstawiciele pięciu województw (śląskiego, opolskiego, dolnośląskiego, lubuskiego oraz zachodniopomorskiego) podpisali list intencyjny potwierdzający wolę współpracy na rzecz realizacji, promocji i utrzymania Blue Velo – Odrzańskiej Trasy Rowerowej. Zdecydowano wówczas, że częścią trasy będą budowane już przez województwo zachodniopomorskie odcinki wojewódzkich tras rowerowych:
- Odcinek na wale przeciwpowodziowym wzdłuż rzeki Iny oraz na wałach Zalewu Szczecińskiego na odcinku Skoszewo – Czarnocin budowanym przez Agrosad na zlecenie Zachodniopomorskiego Zarządu Melioracji i Urządzeń Wodnych (a później Wydziału Turystyki i Gospodarki Urzędu Marszałkowskiego) na mocy umowy z 6 lutego 2017 roku[3][4]
- Odcinek na wale przeciwpowodziowym wzdłuż rzeki Chełszcząca i Jeziora Dąbie budowanym przez Energopol-Szczecin na zlecenie Zachodniopomorskiego Zarządu Melioracji i Urządzeń Wodnych (a później Wydziału Turystyki i Gospodarki Urzędu Marszałkowskiego) na mocy umowy z 13 lutego 2017 roku[3][5]
- Odcinek Gryfino – Trzcińsko-Zdrój o długości 44,1 km (w tym 10,9 km nowej trasy rowerowej Gryfino – Chwarstnica, reszta w ramach oznakowania wybudowanej wcześniej trasy rowerowej) budowany przez Maldrobud na zlecenie Zachodniopomorskiego Zarządu Dróg Wojewódzkich na mocy umowy z 31 sierpnia 2017 roku[3][6]
- Odcinek Dargomyśl – Chwarszczany o długości 2,4 km, budowany przez Maldrobud na zlecenie Zachodniopomorskiego Zarządu Dróg Wojewódzkich na mocy umowy z 11 grudnia 2017 roku[3][7]

29 maja 2018 roku Zarząd Województwa Dolnośląskiego uchwalił koncepcję sieci głównych tras rowerowych województwa dolnośląskiego. Jedną z tras tej koncepcji jest Blue Velo – Odrzańska Droga Rowerowa, biegnąca po obu stronach Odry. 
11 lipca 2018 roku Zarząd Województwa Opolskiego przystąpił do konsultacji społecznych projektu dokumentu „Opolska Polityka Rowerowa”, wedle którego Blue Velo ma być podstawową osią rozwoju ruchu rowerowego na terenie województwa.
27 sierpnia 2018 roku został uroczyście otwarty pierwszy fragment trasy Blue Velo w województwie zachodniopomorskim – odcinek Gryfino – Trzcińsko-Zdrój o długości 44,1 km. Kilka tygodni później otwarto odcinek Dargomyśl – Chwarszczany o długości 2,4 km.
14 czerwca 2021 Urząd Marszałkowski Województwa Zachodniopomorskiego podpisał z firmą Kristone Krystian Suda z Płotów umowę na dokończenie budowy odcinka wzdłuż rzeki Chełszcząca i Jeziora Dąbie, którego budowę rozpoczął w 2017 roku Energopol-Szczecin, ale później zszedł z budowy, a potem ogłosił upadłość.
3 listopada 2023 Zarząd Województwa Śląskiego przyjął dokument o nazwie Regionalna Polityka Rowerowa wraz z planem regionalnych tras rowerowych, który objął śląski odcinek Blue Velo przebiegający przez Racibórz i Chałupki. Na początku 2024 roku uzgodniony został dokładny przebieg szlaku przez województwo śląskie.

## Przebieg

Docelowy przebieg Blue Velo w województwie zachodniopomorskim

Docelowo trasa ma przebiegać przez województwa śląskie, opolskie, dolnośląskie, lubuskie oraz zachodniopomorskie i liczyć około 750–1000 km. Blue Velo ma mieć połączenie z innymi długodystansowymi trasami rowerowymi: niemiecką Oder-Neisse Radweg oraz europejskimi EuroVelo 9 (Bałtyk - Adriatyk), EuroVelo 10 (Szlak Rowerowy Morza Bałtyckiego) i EuroVelo 13 (Szlak Żelaznej Kurtyny).
Na terenie województwa dolnośląskiego planowane jest utworzenie trasy rowerowej po obu stronach Odry: 194 km na prawym brzegu i 198 km na lewym brzegu.
W województwie zachodniopomorskim gotowe są odcinki Gryfino – Trzcińsko-Zdrój (44,1 km) oraz Dargomyśl – Chwarszczany (2,4 km). Docelowo zachodniopomorski odcinek ma liczyć 275 km i łączyć Świnoujście przez Szczecin z Kostrzynem nad Odrą. Na odcinku Gryfino – Trzcińsko-Zdrój szlak wykorzystuje fragmenty dwóch zlikwidowanych linii kolejowych: nr 419 Pyrzyce – Gryfino (fragment o długości 8,9 km) i nr 423 Chwarstnica – Swobnica (15,6 km). Odcinek na terenie województwa zachodniopomorskiego oznaczony jest numerem 3.

## Ruch rowerowy
Na zachodniopomorskiej części trasy zamontowane są 3 czujniki zliczające rowerzystów:
| Miejsce     | 2022     | 2023     |
| ----------- | -------- | -------- |
| Chwarstnica | 21 tys.  | 19 tys.  |
| Czarnocin   | 6,6 tys. | 9,3 tys. |
| Dąbie       |          | 37 tys.  |